# زوران ژیوکوویچ (بازیکن هندبال)
زوران ژیوکوویچ (سیریلیک صربی: Зоран "Тута" Живковић؛ زادهٔ ۵ آوریل ۱۹۴۵) بازیکن هندبال اهل یوگسلاوی بود.